# Limba gî'îz
Limba gî'îz (ግዕዝ, fonetic: Gəʿəz, [ɡɨʕɨz] - a se pronunța cu o gâtuire sau cu o întrerupere între cei doi "î"; în engleză transliterat fie ge'ez, fie gi'iz; în franceză guèze) e limba liturgică a creștinilor etiopieni, precum și a evreilor etiopieni Beta Israel. Gî'îz face parte din grupul limbilor semitice. Limba gî'îz se presupune că a fost inventată prima dată de către primii creștini de pe teritoriile regatului Axum care au preluat creștinismul de la populația bizantină migratoare.